# Carl Busch (Komponist)

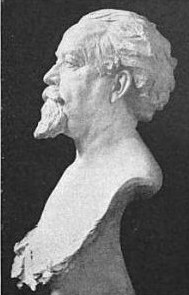
Carl Busch (Skulptur von Jorgen C. Dreyer)

Carl Reinholdt Busch (* 29. März 1862 in Bjerre, Jütland; † 19. Dezember 1943 in Kansas City, Missouri) war ein US-amerikanischer Komponist dänischer Herkunft.
Busch studierte am Konservatorium Kopenhagen bei Johann Peter Emilius Hartmann und Niels Gade, ferner in Brüssel und bei Benjamin Godard in Paris. 1887 wanderte er in die Vereinigten Staaten aus und wirkte als Musiklehrer sowie zwischen 1912 und 1918 als Dirigent des Kansas City Symphony Orchestra.
Er komponierte sinfonische Dichtungen (Minnehaha’s Vision), weitere Orchesterwerke, Kantaten, Kammermusik, Anthems, Chöre und Lieder. In seinen Werken verarbeitete er skandinavische, anglo-amerikanische und indianische Themen.